# Mădrigești
Mădrigești – wieś w Rumunii, w okręgu Arad, w gminie Brazii. W 2011 roku liczyła 271 mieszkańców. 